# وود هاريس
وود هاريس (بالإنجليزية: Wood Harris)‏ هو ممثل أمريكي، ولد في 17 أكتوبر 1969 بشيكاغو في الولايات المتحدة.

## أعمال

### أفلام
- (1997) أفضل ما يمكن حصوله
- (1998) الحصار[5]
- (1998) شهرة[6]
- (2000) تذكر الجبابرة
- (2015) الرجل النملة[7]
- (2015) كريد[8][9][10][11]
- (2016) ذات مرة في البندقية
- (2017) بليد رانر 2049[12][13]
- (2018) كريد 2

## وصلات خارجية
- وود هاريس على موقع IMDb (الإنجليزية)
- وود هاريس على موقع ألو سيني (الفرنسية)
- وود هاريس على موقع ميوزك برينز (الإنجليزية)
- وود هاريس على موقع أول موفي (الإنجليزية)
- وود هاريس على موقع قاعدة بيانات برودواي على الإنترنت (الإنجليزية)
- وود هاريس على موقع قاعدة بيانات الأفلام السويدية (السويدية)
- وود هاريس على موقع إن إن دي بي (الإنجليزية)
- وود هاريس على موقع ديسكوغز (الإنجليزية)
- وود هاريس على موقع قاعدة بيانات الفيلم (الإنجليزية)
- وود هاريس على موقع كينوبويسك (الروسية)